# Kaprifolguldmal
Kaprifolguldmal (Phyllonorycter trifasciellus) är en fjärilsart som först beskrevs av Adrian Hardy Haworth 1828.  Kaprifolguldmal ingår i släktet guldmalar, och familjen styltmalar. Arten är reproducerande i Sverige.